# Van Beuren Studios
Van Beuren Studios era um estúdio de animação baseado na cidade de Nova York que produziu desenhos animados para o cinema entre os anos 1920 a 1936. 

## História
Em 1920, a organização Keith-Albee formou a Fables Pictures para a produção da série de desenhos animados da Aesop's Film Fables com Paul Terry, que possuía 10% do estúdio. O produtor Amedee J. Van Beuren comprou o estúdio em 1928, mantendo Terry e renomeando o negócio após seu novo proprietário. Van Beuren lançou o primeiro desenho animado sonoro de Terry, Dinner Time (1928) (um mês antes do Steamboat Willie da Disney) através do Pathé Exchange, que mais tarde se tornou parte da RKO Pictures. Terry dirigia o estúdio de animação enquanto Van Beuren se concentrava em outras partes do negócio. Em 1929, Terry saiu para fundar seu próprio estúdio de Terrytoons e John Foster assumiu o departamento de animação. 
Van Beuren lançou seus filmes através da RKO Pictures. Os primeiros desenhos animados de Van Beuren com som são quase idênticos aos últimos desenhos mudos: altamente visuais, com pouco diálogo e efeitos sonoros ocasionais. Os líderes de banda Gene Rodemich e Winston Sharples supervisionaram a música. Os principais personagens de desenho animado da empresa eram "Tom e Jerry", um par alto e baixo, geralmente vagabundos que tentavam várias ocupações. Eles não têm nenhuma relação com o mais bem-sucedido Tom e Jerry da MGM, um gato e rato, e a série mais antiga foi renomeada "Tom e Jerry de Van Beuren" e "Dick e Larry" em várias encarnações futuras. Van Beuren estava ciente de que desenhos animados de sucesso geralmente apresentavam "estrelas" animadas e instou sua equipe a apresentar novas ideias para os personagens. Cubby, um ursinho travesso, foi resultado disso. 
Em 1932, Van Beuren comprou as comédias da 12 Mutual Film Company de Charlie Chaplin por US $ 10.000 cada, adicionou músicas de Gene Rodemich e Winston Sharples e efeitos sonoros e as relançou pela RKO Radio Pictures. Chaplin, não detentor dos direitos de sua Mutual Films, não teve nenhum recurso legal contra Van Beuren ou RKO.
A Van Beuren Corporation adquiriu e produziu recursos de ação ao vivo, como Adventure Girl (1934) e curtas (incluindo Bring 'Em Back Alive, 1932), de Frank Buck. Outras produções de ação ao vivo de Van Beuren incluíram uma série de viagens "Van Beuren Vagabond", uma série de curtas de novelas narradas pela equipe de comédia de rádio Easy Aces (Goodman e Jane Ace) e curtas de comédia musical com Bert Lahr, Shemp Howard, entre outros. 
Van Beuren permaneceu insatisfeito e concordou em licenciar o popular personagem de quadrinhos The Little King e a comédia de rádio Amos 'n' Andy para se adaptar a desenhos animados. Nenhuma das séries foi bem sucedida. Van Beuren contratou o diretor da Walt Disney, Burt Gillett, e o animador Tom Palmer para criar uma nova série de desenhos em cores. Esses belos desenhos animados de "Rainbow Parade" apresentavam personagens consagrados: Felix the Cat, Parrotville Parrots, Molly Moo-Cow e a turma de Toonerville Trolley.

## Encerramento
Esses esforços de Van Beuren foram bem recebidos e Van Beuren finalmente conseguiu patrocinar uma popular série de desenhos animados. No entanto, a RKO encerrou sua distribuição de desenhos animados de Van Beuren em 1936, quando começou a distribuir os produzidos pelo líder da indústria Walt Disney. 
Amadee J. Van Beuren adoeceu durante esse período. Em julho de 1938, ele teve um derrame que levaria à sua morte em 12 de novembro de 1938 por ataque cardíaco.
Durante sua recuperação do derrame, Van Beuren fechou seu estúdio em vez de aceitar a sindicalização que causou os problemas do estúdio em 1935.
A biblioteca Van Beuren foi vendida pela RKO para vários distribuidores de televisão, reedição e filmes caseiros nas décadas de 1940 e 1950, incluindo a Unity Pictures, Walter Gutlohn / Library Films, Commonwealth Pictures e Official Films. A biblioteca eventualmente caiu no domínio público. 

## Produções
Animação : 
- Fábulas de Esopo
- Toby, o filhote
- Urso Cubby
- Amos 'n' Andy
- O pequeno rei
- Rainbow Parade (série colorida)
- Felix, the Cat
- Molly Moo-Cow
- Os contos infantis de Burt Gillett
- Tom e Jerry
- Toonerville Trolley
- Parrotville

Live-action: 
- James the Cat
- Stung (1931)
- Bring 'Em Back Alive (1932)
- Adventure Girl (1934)
- Wild Cargo (1934)
- Fang and Claw (1935)